# Възпаление
Възпалението (на латински: Inflammatio, -onis) е сложна биологична реакция на тъканите в кръвоносната система на вредни стимули като патогени, увредени клетки или дразнители. Това е защитен механизъм на организма да отстрани тези вредни стимули, както и да започне процес на лекуване и възстановяване на тъканта. Възпалението не е синоним на инфекция. Дори в случаите, когато то се причинява от инфекция, двата термина не са взаимозаменяеми: инфекцията се причинява от екзогенни патогени, докато възпалението е отговорът на организма на тези патогени. Изявата на възпалителен процес има много и различни прояви. В зависимост от това в коя част на тялото се развива възпалителния процес, симптомите са различни. При възпаление на горните дихателни пътища (външен нос, носна кухина) настъпва хрема, кихане, главоболие, общо неразположение. При възпаление на бронхите и белите дробове (бронхит, пневмония) започва отделянето на секрет, които се изхвърля с храчки. Обикновено се приемат медикаменти облекчаващи отхрачването и имуностимулатори, подпомагащи оздравителния процес. Лечението на възпалителните процеси е от особена важност за предотвратяване на тяхното периодично повторение. Възпалителните процеси в тазовата област, крият сериозни опасности.
Възпалението на червата (колит), възпалението на яйчниците (оварит), маточните тръби (аднексит), апендикса (апендицит), простатната жлеза (простатит) и много други водят до сериозни нарушения в структурата и функциите на дадените органи. Най-често срещаните причини са бактериални и гъбични инфекции, а могат да бъдат и усложнения от тях. Антибиотичното лечение също има отношение към някои от тези заболявания. Възпаленията в коремната кухина имат добре изразена симптоматика – болки, парене, чести позиви за уринириране при цистит, газове, загуба на тегло, коремни болки при колит, болезнени полови контакти, дисменорея, болки в яйчниците при аднексит, температура, гадене, повръщане, болки в дясната област и схващане на крака при апендицит. Често в резултат на възпаление на даден орган, настъпва възпалителен процес и на останалите, в съседство с него. Ето защо е от огромно значение навременното диагностициране и правилна терапия, при съмнения за наличие на такъв. Симптомите могат да бъдат най-различни и да се повлияват от въздействие на различни фактори – употреба на спазмолитици, аналгетици, консумация на определени храни, алкохол, топли компреси, които влошават състоянието. При наличие на възпалителен процес не се препоръчва приемът на болкоуспокояващи медикаменти и налагането на горещ компрес, тъй като той ускорява разрастването на възпалението. При поява на някои от по-горе изброените симптоми, консултацията с лекар е задължителна. Много от тазововъзпалителните болести налагат хирургични интервенции при късно диагностициране, а могат да доведат и до летален изход. Възпаленията на половите пътища са една от най-честите причини за стерилитет.

## Признаци
Всяка възпалителна реакция се характеризира със следните пет основни признака:
- Подуване (на латински: Tumor)
- Зачервяване (на латински: Rubor)
- Затопляне (на латински: Calor)
- Болка (на латински: Dolor)
- Нарушена функция (на латински: Functio laesa)

Първите четири са дефинирани от римския лекар Целс, петият е добавен от Галенус.

## Етиология
Възпаления могат да предизвикат следните патогенни фактори:
- изгарянията и измръзванията,
- химически дразнители и токсични вещества,
- вирусни, бактериални и гъбични инфекции,
- физическо нараняване, външно натъртване или проникване на чуждо тяло в организма,
- имунни реакции причинени от повишена чувствителност,
- радиация.

## Видове
Възпаленията могат да бъдат остри или хронични.

### Остро и подостро възпаление
Острото възпаление представлява първичния отговор на организма на вредните стимули и се изразява в повишения пренос от кръвта на кръвна плазма и левкоцити към увредените тъкани. Цяла поредица от биохимични реакции спомага за разпространяването на реакцията: върху локалната кръвоносна система, имунната система, и различните видове клетки в увредената тъкан. Характерните признаци на острите възпаления са зачервяване на мястото, болка, висока температура, оток, функционални нарушения, образуване на гной.

### Хронично възпаление
Хроничното възпаление води до постепенни трайни промени в типа клетки, които присъстват на мястото на възпалението. Не се проявяват типичните за острите възпаления признаци, а процесът се характеризира с проникването на гладкоядрени имунни клетки (моноцити, макрофаги, лимфоцити и плазматични клетки). Едновременно тъканта се разрушава и се правят опити за излекуването ѝ, например посредством ангиогенеза и фиброза.